# فردریک ایتچن
فردریک ایتچن (انگلیسی: Frederick Etchen; ۲۵ سپتامبر ۱۸۸۴ – ۶ نوامبر ۱۹۶۱) تیرانداز اهل ایالات متحده آمریکا بود.
وی در مسابقات کشوری و بین‌المللی در مجموع برندهٔ ۱ مدال طلا شده‌است.